# Орловський сільський округ (Щербактинський район)
Орло́вський сільський округ (каз. Орловка ауылдық округі, рос. Орловский сельский округ) — адміністративна одиниця у складі Щербактинського району Павлодарської області Казахстану. Адміністративний центр та єдиний населений пункт — село Орловка.
Населення — 1147 осіб (2021; 1113 у 2009, 1112 у 1999, 1158 у 1989).
Станом на 1989 рік існувала Орловська сільська рада (село Орловка).